# Chevalier Malheur
Chevalier Malheur est une série française de bande dessinée d'heroic fantasy écrite par Pascal Bertho, dessinée par Stéphane Duval et colorisée par Isabelle Cochet (tomes 1 et 2) puis Aifelle (tome 3). Les trois volumes sont publiés par Delcourt dans la collection « Terres de Légendes » entre 2002 et 2005.

## Synopsis
Un vieux chevalier, rongé par la tristesse, entend dans une taverne un nouveau couplet de la chanson qui raconte la bataille tragique où il a perdu sa femme,. Dans celle-ci, il se dit qu'elle a survécu et donné naissance à un enfant.
Le lendemain, accompagné du narrateur de la chanson, il part sur les traces de son passé troublé.

## Albums
- Chevalier Malheur, Delcourt, coll. « Terres de Légendes » :
  1. La Chanson, 2002  (ISBN 2-84055-686-3)[5],[6]
  2. Citadelle, 2003  (ISBN 2-84055-903-X)
  3. Tel père tel fils, 2005  (ISBN 2-84789-405-5)